# Kradibia philippinensis
Kradibia philippinensis (лат.) — вид хальциноидных наездников рода Kradibia из семейства Agaonidae. Опылители фикусов.

## Распространение
Тайвань, Филиппины, Япония.

## Описание
Опылители и фитофаги растений рода фикус (Ficus, семейство Тутовые) следующих видов: Ficus virgata (Moraceae). От близких видов отличается мандибулами с 5 вентральными ламеллами и двумя крупными и одной маленькой дорзо-апикальными шипиками на передних голенях; глаза в 2 раза длиннее щёк. Длина тела около 1 мм; желтовато-коричневые. Лапки 5-члениковые, усики 10-члениковые. Вид был впервые описан в 1969 году в составе рода Liporrhopalum под первоначальным названием Liporrhopalum philippinensis Hill, 1969, а после родовой синонимизации получил современное именование.